# Glebiki
Glebiki, inaczej skrytaki (Zoraptera) – mały rząd drobnych owadów uskrzydlonych, liczący opisane 34 gatunki istniejące i 9 wymarłych.

## Budowa ciała
Długość ciała tych owadów nie przekracza 3 mm. Głowę mają zwykle hipognatyczną z gryzącym aparatem gębowym. Oczy są różnie rozwinięte, a niektóre gatunki są ślepe. Podobnie ze skrzydłami: brak lub występują 2 pary o uproszczonym użyłkowaniu. Część gatunków potrafi odrzucać skrzydła. Nogi są bieżne, a odwłok wyposażony w przysadki odwłokowe.

## Przeobrażenie
Owady te przechodzą przeobrażenie niezupełne.

## Filogeneza
Pokrewieństwo filogenetyczne rzędu jest niepewne. Najlepsza teza poparta badaniami porównawczymi morfologii wiąże skrytaki z nogoprządkami. Z kolei badania molekularne umieszczają je w pobliżu karaczanów, modliszek i termitów

## Tryb życia
Żyją w małych koloniach pod leżącymi, gnijącymi pniami drzew i kamieniami lub w termitierach. Żywią się głównie drobnymi stawonogami jak skoczogonki czy roztocza.

## Rozprzestrzenienie
Gatunki głównie tropikalne i subtropikalne. Ponadto 2 gatunki żyją w USA i 2 w Tybecie.

## Gatunki
Obecnie wyróżnia się 34 istniejące i 10 wymarłych gatunków należących do jednej rodziny: Zorotypidae i jednego rodzaju: Zorotypus.
Zorotypus acanthothorax Engel & Grimaldi

Zorotypus amazonensis Rafael & Engel

Zorotypus barberi Gurney

Zorotypus brasiliensis Silvestri

Zorotypus buxtoni Karny

Zorotypus caudelli Karny

Zorotypus ceylonicus Silvestri

Zorotypus congensis Ryn-Tournel

Zorotypus cramptoni Gurney

Zorotypus cretatus Engel & Grimaldi

Zorotypus delamarei Paulian

Zorotypus goeleti Engel & Grimaldi

Zorotypus guineensis Silvestri

Zorotypus gurneyi Choe

Zorotypus hamiltoni New

Zorotypus hubbardi Caudell

Zorotypus huxleyi Bolivar & Coronado

Zorotypus javanicus Silvestri

Zorotypus juninensis Engel

Zorotypus lawrencei New

Zorotypus leleupi Weidner

Zorotypus longicercatus Caudell

Zorotypus manni Caudell

Zorotypus medoensis Hwang

Zorotypus mexicanus Bolivar

Zorotypus nascimbenei Engel & Grimaldi

Zorotypus neotropicus Silvestri

Zorotypus newi (Chao & Chen)

Zorotypus philippinensis Gurney

Zorotypus shannoni Gurney

Zorotypus silvestrii Karny

Zorotypus sinensis Hwang

Zorotypus snyderi Caudell

Zorotypus swezeyi Caudell

Zorotypus weidneri New

Zorotypus vinsoni Paulian

Zorotypus zimmermani Gurney
Palaeospinosus hudae Kaddumi